# Marte Olsbu Røiseland
Marte Olsbu Røiseland (Froland, 7 december 1990) is een voormalig Noorse biatleet. Ze vertegenwoordigde Noorwegen op de Olympische Winterspelen 2018 in Pyeongchang en op de Olympische Winterspelen 2022 in Beijing. 

## Carrière
Marte Olsbu Røiseland debuteerde in de wereldbeker biatlon op 27 november 2012 met een deelname aan de 15 km Individueel in Östersund. Daarmee behaalde ze haar eerste wereldbekerpunten.  Voor een eerste individuele podiumplaats in de wereldbeker was het wachten tot 16 maart 2016 wanneer ze een derde plaats behaalde in de sprint van Khanty-Mansiysk. Haar eerste wereldkampioenschapsmedaille behaalde Olsbu Røiseland op 3 maart 2016 met brons in de gemengde estafette, enkele dagen later zou het eerste goud volgen in de estafette. Haar eerste wereldbekerzege behaalde Olsbu Røiseland op 21 december in Nové Město. 
Tijdens de Olympische Winterspelen 2018 in Pyeongchang behaalde ze haar eerste olympische medailles met zilver in zowel de sprint als de gemengde estafette. Op de wereldkampioenschappen biatlon in Antholz zou Olsbu Røiseland in alle 7 de disciplines een medaille weten te behalen, daarmee werd ze de eerste biatleet die hier in slaagde. Op de olympische won Olsbu Røiseland een medaille elk van de 4 individuele onderdelen, ze was de eerste biatleet om dit te verwezenlijken. Daarnaast behaalde ze in het seizoen 2021/2022 ook de eindoverwinning in de wereldbeker en ook de eerste plaats in de disciplinecups voor de sprint en de achtervolging. Voor aanvang van het seizoen 2022/2023 raakte bekend dat Marte Olsbu Røiseland niet zou deelnemen aan de eerste wereldbekermanches door een voorbereiding die als gevolg van een ziekte verstoord werd. Voor de laatste wereldbekermanche in Oslo Holmenkollen maakte Olsbu Røiseland bekend dat dit haar laatste competitie zou zijn op het hoogste niveau.

## Resultaten

### Olympische Winterspelen
| Jaar | Plaats      | Onderdeel   | Onderdeel | Onderdeel     | Onderdeel  | Onderdeel | Onderdeel          |
| Jaar | Plaats      | Individueel | Sprint    | Achtervolging | Massastart | Estafette | Gemengde estafette |
| ---- | ----------- | ----------- | --------- | ------------- | ---------- | --------- | ------------------ |
| 2018 | Pyeongchang | 71e         | ↑         | 4e            | 8e         | 4e        | ↑                  |
| 2022 | Beijing     | ↑           | ↑         | ↑             | ↑          | 4e        | ↑                  |

### Wereldkampioenschappen
| Jaar | Plaats            | Onderdeel   | Onderdeel | Onderdeel     | Onderdeel  | Onderdeel | Onderdeel          | Onderdeel                 |
| Jaar | Plaats            | Individueel | Sprint    | Achtervolging | Massastart | Estafette | Gemengde estafette | Single gemengde estafette |
| ---- | ----------------- | ----------- | --------- | ------------- | ---------- | --------- | ------------------ | ------------------------- |
| 2013 | Nové Město        | –           | –         | –             | –          | –         | –                  |                           |
| 2015 | Kontiolahti       | –           | 30e       | 41e           | –          | 4e        | –                  |                           |
| 2016 | Oslo Holmenkollen | 42e         | 11e       | 16e           | 7e         | Goud      | Brons              |                           |
| 2017 | Hochfilzen        | 58e         | 54e       | 16e           | 29e        | 11e       | 8e                 |                           |
| 2019 | Östersund         | 23e         | 25e       | 4e            | 7e         | Goud      | Goud               | Goud                      |
| 2020 | Antholz           | Brons       | Goud      | Brons         | Goud       | Goud      | Goud               | Goud                      |
| 2021 | Pokljuka          | 20e         | 6e        | 9e            | 4e         | Goud      | Goud               | –                         |
| 2023 | Oberhof           | –           | 4e        | Brons         | 17e        | 6e        | Goud               | Goud                      |

### Wereldkampioenschappen junioren
| Jaar | Plaats     | Onderdeel   | Onderdeel | Onderdeel     | Onderdeel |
| Jaar | Plaats     | Individueel | Sprint    | Achtervolging | Estafette |
| ---- | ---------- | ----------- | --------- | ------------- | --------- |
| 2011 | Nové Město | 9e          | 37e       | 27e           | –         |

### Wereldbeker
Eindklasseringen
| Seizoen   | Algemeen | Individueel | Sprint | Achtervolging | Massastart |
| --------- | -------- | ----------- | ------ | ------------- | ---------- |
| 2012/2013 | 81e      | 51e         | –      | –             | 17e        |
| 2013/2014 | 53e      | –           | 53e    | 42e           | –          |
| 2014/2015 | 46e      | –           | 47e    | 30e           | –          |
| 2015/2016 | 22e      | 56e         | 22e    | 19e           | 25e        |
| 2016/2017 | 12e      | 31e         | 14e    | 7e            | 16e        |
| 2017/2018 | 14e      | 14e         | 21e    | 14e           | 8e         |
| 2018/2019 | 4e       | 12e         | Brons  | Zilver        | 4e         |
| 2019/2020 | 5e       | 6e          | 4e     | 14e           | 8e         |
| 2020/2021 | Zilver   | 31e         | Zilver | Zilver        | 4e         |
| 2021/2022 | Goud     | 21e         | Goud   | Goud          | 4e         |
| 2022/2023 | 15e      | 24e         | 14e    | 11e           | 9e         |

Wereldbekerzeges
| Nr.         | Datum            | Plaats             | Onderdeel                 |
| Individueel | Individueel      | Individueel        | Individueel               |
| ----------- | ---------------- | ------------------ | ------------------------- |
| 1.          | 21 december 2018 | Nové Město         | 7,5 km sprint             |
| 2.          | 22 december 2018 | Nové Město         | 10 km achtervolging       |
| 3.          | 14 februari 2019 | Soldier Hollow     | 7,5 km sprint             |
| 4.          | 9 januari 2020   | Oberhof            | 7,5 km sprint             |
| 5.          | 14 maart 2020    | Rasen-Antholz (WK) | 7,5 km sprint             |
| 6.          | 14 maart 2020    | Rasen-Antholz (WK) | 12,5 km massastart        |
| 7.          | 13 december 2020 | Hochfilzen         | 10 km achtervolging       |
| 8.          | 20 december 2020 | Hochfilzen         | 12,5 km massastart        |
| 9.          | 20 maart 2021    | Östersund          | 10 km achtervolging       |
| 10.         | 4 december 2021  | Östersund          | 10 km achtervolging       |
| 11.         | 12 december 2021 | Hochfilzen         | 10 km achtervolging       |
| 12.         | 16 december 2021 | Le Grand-Bornand   | 7,5 km sprint             |
| 13.         | 7 januari 2022   | Oberhof            | 7,5 km sprint             |
| 14.         | 9 januari 2022   | Oberhof            | 10 km achtervolging       |
| 15.         | 16 januari 2022  | Ruhpolding         | 10 km achtervolging       |
| 16.         | 3 maart 2023     | Nové Město         | 7,5 km sprint             |
| 17.         | 4 maart 2023     | Nové Město         | 10 km achtervolging       |
| Estafettes  |                  |                    |                           |
| 1.          | 11 maart 2016    | Oslo (WK)          | 4x6 km estafette          |
| 2.          | 27 november 2016 | Östersund          | Gemengde estafette        |
| 3.          | 7 maart 2019     | Östersund (WK)     | Gemengde estafette        |
| 4.          | 14 maart 2019    | Östersund (WK)     | Single gemengde estafette |
| 5.          | 16 maart 2019    | Östersund (WK)     | 4x6 km estafette          |
| 6.          | 8 december 2019  | Östersund          | 4x6 km estafette          |
| 7.          | 14 december 2019 | Hochfilzen         | 4x6 km estafette          |
| 8.          | 11 januari 2020  | Oberhof            | 4x6 km estafette          |
| 9.          | 17 januari 2020  | Ruhpolding         | 4x6 km estafette          |
| 10.         | 13 februari 2020 | Rasen-Antholz (WK) | 4x6 km gemengde estafette |
| 11.         | 20 februari 2020 | Rasen-Antholz (WK) | Single gemengde estafette |
| 12.         | 22 februari 2020 | Rasen-Antholz (WK) | 4x6 km estafette          |
| 13.         | 12 december 2020 | Hochfilzen         | 4x6 km estafette          |
| 14.         | 10 februari 2021 | Pokljuka (WK)      | Gemengde estafette        |
| 15.         | 20 februari 2021 | Pokljuka (WK)      | 4x6 km estafette          |
| 16.         | 14 maart 2021    | Nové Město         | Gemengde estafette        |
| 17.         | 8 januari 2022   | Oberhof            | Gemengde estafette        |
| 18.         | 3 maart 2022     | Kontiolahti        | 4x6 km estafette          |
| 19.         | 13 maart 2022    | Otepää             | Single gemengde estafette |
| 20.         | 14 januari 2023  | Ruhpolding         | 4x6 km estafette          |
| 21.         | 5 maart 2023     | Nové Město         | Single gemengde estafette |
| 22.         | 11 maart 2023    | Östersund          | 4x6 km estafette          |

## Persoonlijk leven
Marte Olsbu Røiseland is getrouwd met biathloncoach Sverre Olsbu Roeiseland.